# Movimento (música)
Um movimentoPT-br ou andamentoPT-pt é uma parte independente de uma composição ou forma musical. Enquanto movimentos individuais ou selecionados de uma composição são realizados às vezes separadamente, uma execução do trabalho completo exige que todos os movimentos sejam executados em sucessão. Um movimento é uma seção, "uma grande unidade estrutural percebida como resultado da coincidência de um número relativamente grande de fenômenos estruturais".
| “ | Uma unidade de um trabalho maior que pode permanecer por si só como uma composição completa. Tais divisões são geralmente independentes. Na maioria das vezes, a sequência de movimentos é organizada rápido-lentamente-rapidamente ou em alguma outra ordem que forneça contraste. | ” |
|   | — . |   |

## Exemplos
Para caracterizar bem a ideia de movimento, vejamos que o esquema tradicional de composição funciona assim:

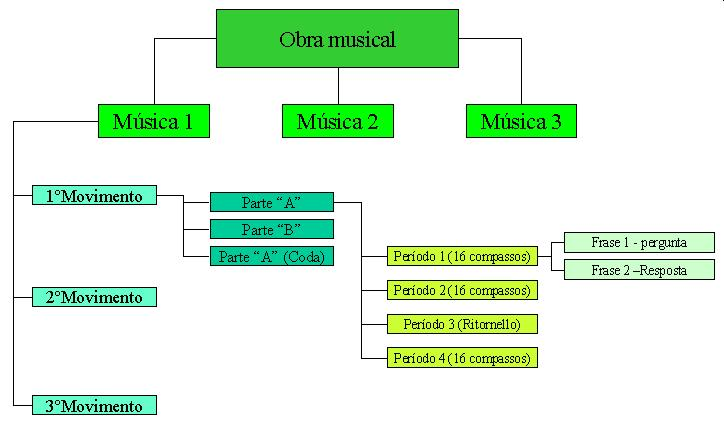
Exemplo de composição de uma obra musical

No caso, a escolha do sistema da composição é do compositor, este exemplo foi bastante comum do período barroco ao romântico. Neste caso, A obra tem 3 músicas, cada qual com 3 movimentos, cada um deles com 3 partes e cada parte com 4 períodos (de 16 compassos cada: uma peça muito curta) cada qual com duas frases musicais. Poderíamos usar este sistema para exemplificar, por exemplo, a obra As Quatro Estações de Vivaldi: cada concerto (primavera, verão, outono, inverno) possui três movimentos, onde cada um deles é uma música completa. Neste caso (o mais comum) o 1º é rápido, o 2º é lento e o 3º é rápido.

## Músicas que possuem divisão em movimentos
- Sinfonias
- A maioria dos concertos eruditos
- Suítes
- Balés
- Óperas
- Sonatas